# Schietsport op de Paralympische Zomerspelen 2024
Op de XVIIe Paralympische Zomerspelen, die in 2024 werden gehouden in Parijs, Frankrijk, was schietsport een van de 22 sporten die werden beoefend. De wedstrijden vonden plaats in het Centre National de Tir Sportif in Châteauroux, een gemeente en stad in het Franse departement Indre, regio Centre-Val de Loire, van 30 augustus tot en met 5 september. Er waren dertien evenementen: zowel voor mannen als vrouwen zijn er drie individuele evenementen, en er zijn zeven gemengde evenementen.

## Medaillespiegel
| Plaats | Land             | NPC | Goud | Zilver | Brons | Totaal |
| 1      | Zuid-Korea       | KOR | 3    | 1      | 2     | 6      |
| 2      | China            | CHN | 2    | 1      | 2     | 5      |
| 3      | Duitsland        | GER | 2    | 0      | 0     | 2      |
| 4      | Slowakije        | SVK | 1    | 2      | 0     | 3      |
| 5      | India            | IND | 1    | 1      | 2     | 4      |
| 6      | Frankrijk        | FRA | 1    | 1      | 1     | 3      |
| 7      | Iran             | IRI | 1    | 0      | 0     | 1      |
| 7      | Servië           | SRB | 1    | 0      | 0     | 1      |
| 7      | Slovenië         | SLO | 1    | 0      | 0     | 1      |
| 10     | Brazilië         | BRA | 0    | 1      | 0     | 1      |
| 10     | Georgië          | GEO | 0    | 1      | 0     | 1      |
| 10     | Kazachstan       | KAZ | 0    | 1      | 0     | 1      |
| 10     | Zweden           | SWE | 0    | 1      | 0     | 1      |
| 10     | Turkije          | TUR | 0    | 1      | 0     | 1      |
| 10     | Verenigde Staten | USA | 0    | 1      | 0     | 1      |
| 10     | Oezbekistan      | UZB | 0    | 1      | 0     | 1      |
| 17     | Denemarken       | DEN | 0    | 0      | 1     | 1      |
| 17     | Groot-Brittannië | GBR | 0    | 0      | 1     | 1      |
| 17     | Italië           | ITA | 0    | 0      | 1     | 1      |
| 17     | Japan            | JPN | 0    | 0      | 1     | 1      |
| 17     | Polen            | POL | 0    | 0      | 1     | 1      |
| 17     | Spanje           | ESP | 0    | 0      | 1     | 1      |

## Uitslagen

### Klasse SH1
| mannen       | mannen           | mannen   | mannen      | mannen | mannen          | mannen | mannen                 | mannen |
| Wapen        | Ond.             | Punten   | Goud        | Goud   | Zilver          | Zilver | Brons                  | Brons  |
| ------------ | ---------------- | -------- | ----------- | ------ | --------------- | ------ | ---------------------- | ------ |
| Luchtgeweer  | 10 m. staand     | 249.4 PR | Park Jin-ho | KOR    | Yerkin Gabbasov | KAZ    | Martin Black Jørgensen | DEN    |
| Luchtpistool | 10 m.            | 237.4    | Jo Jeong-du | KOR    | Manish Narwal   | IND    | Yang Chao              | CHN    |
| Geweer       | 50 m. 3 posities | 454.6 PR | Park Jin-ho | KOR    | Dong Chao       | CHN    | Marek Dobrowolski      | POL    |

| vrouwen      | vrouwen          | vrouwen  | vrouwen          | vrouwen | vrouwen             | vrouwen | vrouwen        | vrouwen |
| Wapen        | Ond.             | Punten   | Goud             | Goud    | Zilver              | Zilver  | Brons          | Brons   |
| ------------ | ---------------- | -------- | ---------------- | ------- | ------------------- | ------- | -------------- | ------- |
| Luchtgeweer  | 10 m. staand     | 249.7 PR | Avani Lekhara    | IND     | Lee Yunri           | KOR     | Mona Agarwal   | IND     |
| Luchtpistool | 10 m.            | 236.8    | Sareh Javanmardi | IRI     | Aysel Özgan         | TUR     | Rubina Francis | IND     |
| Geweer       | 50 m. 3 posities | 456.5    | Natascha Hiltrop | GER     | Veronika Vadovičová | SVK     | Zhang Cuiping  | CHN     |

| gemengd     | gemengd | gemengd  | gemengd             | gemengd | gemengd             | gemengd | gemengd                | gemengd | gemengd |
| Wapen       | Ond.    | Punten   | Goud                | Goud    | Zilver              | Zilver  | Brons                  | Brons   |         |
| ----------- | ------- | -------- | ------------------- | ------- | ------------------- | ------- | ---------------------- | ------- | ------- |
| Luchtgeweer | 10 m.   | 254.2 PR | Veronika Vadovičová | SVK     | Radoslav Malenovský | SVK     | J.A. Saavedra Reinaldo | ESP     |         |
| Geweer      | 50 m.   | 250.2 PR | Natascha Hiltrop    | GER     | Anna Benson         | SWE     | Jean-Louis Michaud     | FRA     |         |
| Pistool     | 25 m.   | 30 PR    | Yang Chao           | CHN     | Yan Xiao Gong       | USA     | Kim Jung-nam           | KOR     |         |
| Pistool     | 50 m.   | 220.1 PR | Yang Chao           | CHN     | Server Ibragimov    | UZB     | Davide Franceschetti   | ITA     |         |

### Klasse SH2
| gemengd     | gemengd      | gemengd  | gemengd               | gemengd | gemengd                  | gemengd | gemengd     | gemengd |
| Wapen       | Ond.         | Punten   | Goud                  | Goud    | Zilver                   | Zilver  | Brons       | Brons   |
| ----------- | ------------ | -------- | --------------------- | ------- | ------------------------ | ------- | ----------- | ------- |
| Luchtgeweer | 10 m. staand | 253.3 PR | Franček Gorazd Tiršek | SLO     | Tanguy de La Forest      | FRA     | Seo Hun-tae | KOR     |
| Luchtgeweer | 10 m.        | 255.4    | Tanguy de La Forest   | FRA     | Alexandre Galgani        | BRA     | Mika Mizuta | JPN     |
| Geweer      | 50 m.        | 250.2    | Dragan Ristić         | SRB     | Vladimer Tchinthcharauli | GEO     | Tim Jeffery | GBR     |